# Internationale Konferenz Marxistisch-Leninistischer Parteien und Organisationen (Internationaler Newsletter)

Logo

Die Internationale Konferenz Marxistisch-Leninistischer Parteien (IKMLPO) oder auf Englisch International Conference of Marxist-Leninist Parties and Organizations (ICMLPO) war eine internationale Gruppierung politischer Parteien und Organisationen, die dem Maoismus folgten. Gegründet wurde sie von der Marxistisch-Leninistischen Partei Deutschlands (MLPD) im Jahre 1998. Sie wurde von einer gemeinsamen Koordinationsgruppe organisiert und fand alle zwei bis drei Jahre statt. Sie löste sich 2017 auf.
Die Konferenz war unter dem Namen „Internationale Konferenz Marxistisch-Leninistischer Parteien und Organisationen (Internationaler Newsletter)“ oder „Internationale Konferenz Marxistisch-Leninistischer Parteien und Organisationen (Maoistisch)“ bekannt, um sich von der bereits bestehenden „Internationalen Konferenz marxistisch-meninistischer Parteien und Organisationen (Einheit & Kampf)“ abzugrenzen. Sie zählte trotz einer relativ kleinen Mitgliederschaft neben der Widerstandbewegung der Weltvölker (WPRM), der Revolutionären Internationalistischen Bewegung (RIM) und der Internationalen Liga für Volkskampf (ILPS) zu den wichtigsten transnationalen Gruppierungen des maoistischen Spektrums.